# Plantago stocksii
Plantago stocksii är en grobladsväxtart som beskrevs av Pierre Edmond Boissier och Joseph Decaisne. Plantago stocksii ingår i släktet kämpar, och familjen grobladsväxter. Inga underarter finns listade i Catalogue of Life.